# S. and Marper проти Об'єднаного Королівства
S. and Marper проти Об'єднаного Королівства – справа, розглянута Європейським судом з прав людини, який ухвалив, що зберігання зразків ДНК осіб, яких спершу заарештували за підозрою у скоєнні злочину, але дещо згодом виправдали або зняли з них звинувачення, є порушенням права на недоторканність приватного життя відповідно до Європейської конвенції про захист прав людини та основоположних свобод.

## Факти
В Англії, Уельсі та Північній Ірландії, починаючи з 2004 року, у кожної особи, заарештованої за будь-яке правопорушення, яке мають зареєструвати, беруть зразок ДНК, що зберігають у вигляді цифрового зразка в Національній базі даних ДНК. Навіть якщо особі ніколи не висували звинувачення, стосовно неї пізніше припинили кримінальне провадження або ж виправдали, її зразок ДНК можуть зберігати в базі даних постійно. Більшість держав-членів Ради Європи дозволяють примусове зняття відбитків пальців і зразків ДНК в контексті кримінального провадження; утім Об'єднане Королівство (зокрема, Англія, Уельс і Північна Ірландія) було єдиною державою-членом Ради Європи, яка прямо дозволила систематичне та безстрокове зберігання таких зразків ДНК. На противагу цьому, зразки ДНК, взяті в Шотландії під час арешту особи, належало знищувати, якщо особі не висунули звинувачення або не визнали її винною.
У справі брали участь два позивачі з Шеффілда, Англія: пан S. і пан Michael Marper. Пана S. заарештували 19 січня 2001 року у віці одинадцяти років і звинуватили у спробі пограбування. У нього взяли відбитки пальців і зразки ДНК. 14 червня 2001 року його виправдали. Пана Michael Marper заарештували 13 березня 2001 року та звинуватили у домаганнях до свого партнера. У нього взяли відбитки пальців і зразки ДНК. Йому не висунули звинувачення, оскільки пан Marper і його партнер помирилися ще до того, як відбувся досудовий розгляд.

### Процесуальна історія
Рішенням Європейського суду з прав людини були скасовані сприятливі для уряду рішення Палати лордів, Апеляційного суду та Високого суду. Обидва заявники звернулися до Начальника поліції з проханням знищити зразки їхніх ДНК, які були взяті для дослідження. У 2002 році Адміністративний відділ Високого суду відхилив заяву про судовий перегляд рішення не знищувати відбитки пальців і зразки, і це рішення своєю чергою було підтримано Апеляційним судом 2003 року. У цьому рішенні зазначалося, що головний констебль поліції зберігає право знищувати зразки в тих рідкісних випадках, коли він повністю впевнений, що особа вільна від будь-яких підозр, і коли збереження зразків дає змогу використовувати інформацію з законною метою боротьби зі злочинністю.
Звертаючись 2004 року до Палати лордів, лорд Стейн також відзначив значну цінність збережених відбитків пальців і зразків, а також прокоментував Закон про кримінальне правосуддя і поліцію 2001 року, який був прийнятий на заміну попереднього закону, що передбачав знищення зразків ДНК після виправдання обвинувачуваного. Однак, за спостереженням баронеси Гейл, яке пізніше було згадано в рішенні Європейського суду з прав людини, збереження як відбитків пальців, так і даних ДНК є втручанням держави у право особи на повагу до її приватного життя, що підпадає під захист статті 8 Європейської конвенції з прав людини, і тому вимагає виправдання з боку держави.

### Позиції учасників справи
Коли справа перебувала на розгляді Великої палати Європейського суду з прав людини, неурядові організації Liberty та Privacy International отримали дозвіл виловити позиції як треті особи та представити наукові докази приватного характеру генетичного матеріалу та інформації, яку містять зразки ДНК. Liberty підкреслила, що загальні принципи європейського права в галузі прав людини диктують, що втручання держави-члена в права особи, передбачені Конвенцією, має бути "потрібним у демократичному суспільстві" і мати законну мету відповісти на "нагальну соціальну потребу"; навіть у цьому випадку виявлене втручання має бути пропорційним і залишається предметом перегляду Судом (Coster проти Об'єднаного Королівства (2001) 33 EHRR 479)).
Заявники підкреслювали, що природа зразків ДНК, які включали безліч дуже особистих даних, що стосуються унікальної ідентичності особи, схильності до певних захворювань і були пов'язані з генетичною інформацією їхніх родичів, означала, що не тільки взяття цих даних, але і їх зберігання, утримання і постійне автоматичне порівняння з іншими зразками, взятими в межах поточних кримінальних розслідувань, призводило до небажаної стигматизації та несприятливих психологічних наслідків. Це було особливо відчутно у ситуації пана S., бо він був дитиною на момент взяття у нього зразків і покладався на статтю 40 Конвенції ООН про права дитини 1989 року, в якій зазначено, що кожна дитина, яка, як стверджується, порушила кримінальне законодавство, має право на поводження, що відповідає повазі до її гідності та цінності, зміцнює повагу до прав людини та основоположних свобод дитини.
У відповідь Об'єднане Королівство заявило, що використання зразків ДНК було дозволено Законом про поліцію та кримінальні докази 1984 року і не підпадає під дію статті 8 Конвенції. На думку уряду Об'єднаного Королівства, зберігання даних не порушувало фізичну або психологічну недоторканність особи, не обмежувало особистісний розвиток, не перешкоджало встановленню особистих стосунків і не обмежувало право на самовизначення. Зразок ДНК — це тільки послідовність чисел, яка уможливлює ідентифікування особи за допомогою використання тілесних тканин і не є матеріальним вторгненням; збереження даних було законною метою, оскільки допомагало ідентифікувати майбутніх правопорушників.

## Рішення
Одностайним рішенням колегія з сімнадцяти суддів постановила, що було порушення статті 8, і присудила кожному із заявників по 42 000 євро компенсації. З усім тим, Суд не став розв'язувати питання про те, чи було зберігання ДНК також порушенням статті 14 (заборона дискримінації), оскільки заявники також стверджували, що вони зазнали несприятливого поводження на підставі набутого статусу. Слід зазначити, що інша частина Об'єднаного Королівства, а саме Шотландія надала приклад пропорційного, більш раціонального підходу до зберігання ДНК, згідно з яким зразки підлягають знищенню, якщо особа не була засуджена або отримала повне звільнення; однак існує виняток, що дозволяє органам влади зберігати зразки, якщо особу підозрюють у вчиненні певних сексуальних або насильницьких злочинів (Retention Guidelines for Nominal Records on the Police National Computer 2006).
Завдяки цьому рішенню Європейський суд з прав людини розвинув свою юриспруденцію щодо того, які заходи можуть виходити за межі свободи розсуду держави. Суд ухвалив, що якщо немає консенсусу між державами-членами щодо важливості питання, яке розглядається, поле має бути ширшим, проте оскільки факти в цій ситуації включали втручання в інтимні подробиці, які мають величезне значення для особи, дозволене державі поле для маневру було вузьким, і Сполучене Королівство не відшукало правильного балансу.

## Значущість
У травні 2009 року, майже через 6 місяців після рішення суду, Міністерство внутрішніх справ оголосило про проведення консультацій щодо того, як виконати це рішення. Уряд запропонував продовжувати зберігати на невизначений термін зразки ДНК кожного, хто був засуджений за будь-який злочин, який має бути зареєстрований, але видаляти інші зразки з бази даних через кілька років. На практику взяття зразків ДНК під час арешту це рішення не впливає — для дорослих, заарештованих, але фактично не засуджених за будь-який злочин, пропонується видаляти їхні зразки з бази даних через 6 років, за винятком тих, чий арешт був пов'язаний з тяжким насильницьким або сексуальним злочином; їхні зразки зберігатимуть протягом 12 років перед видаленням. Зразки ДНК представників молоді, заарештованих, але не засуджених, будуть видалені, коли їм виповниться 18 років, так само як і представників молоді, засуджених за деякі менш тяжкі злочини.
Станом на січень 2011 року ця консультація залишається нереалізованою. Високий суд Північної Ірландії постановив, що положення, які у Marper оголосили порушенням статті 8, мають виконуватися, попри рішення у справі Marper. Вони сказали, що змінити закон має уряд. Це рішення зазнало критики, особливо тому, що суд міг визнати загальну політику зберігання ДНК несумісною з Європейською конвенцією з прав людини.
У лютому 2011 року уряд оголосив про ухвалення Закону "Про захист свобод", покликаного обмежити сферу застосування бази даних ДНК і виконати рішення у справі Marper. Згідно з новою схемою зразки ДНК заарештованих або звинувачених у незначних злочинах будуть знищені, якщо вони не будуть визнані винними. Переважна частина з одного мільйона осіб, які були заарештовані, але не визнані винними у скоєнні злочину, будуть видалені з бази даних ДНК протягом декількох місяців після того, як закон набуде чинності.
18 травня 2011 року Верховний Суд Об'єднаного Королівства ухвалив, що керівні принципи ACPO, які дозволяють безстрокове зберігання зразків ДНК, є незаконними відповідно до рішення ЄСПЛ. Утім зважаючи на те, що парламент уже ухвалював закони з цього питання, вони вирішили, що не слід надалі вживати будь-яких заходів.
За повідомленням The Independent від 27 липня 2011 року, уряд Великої Британії "вказав, що знищити ДНК невинних неможливо, оскільки записи змішуються партіями разом з ДНК винних". "Міністр внутрішніх справ Джеймс Брокеншир повідомив, що ці зразки будуть зберігати судово-медичні лабораторії. Збережені зразки будуть анонімними".

## Дивись також
- Національна база даних ДНК Об'єднаного Королівства

## Зовнішні покликання
- European Convention on Human Rights
- European Court of Human Rights
- The Economist, "Throw It Out," December 4, 2008